# Облигация (фильм, 1918)
«Облигация» (англ. The Bond, другое название — Charlie Chaplin in a Liberty Loan Appeal) — короткометражный немой фильм Чарли Чаплина, выпущенный 29 сентября 1918 года и в символической форме рассказывающий о Первой мировой войне.

## Сюжет
Проходящий по улице Чарли встречает своего старого друга. Они здороваются, обмениваются шутками. Друг рассказывает Чарли о своих детях, а потом скромно просит помочь с деньгами. Чарли отдаёт ему свои деньги, после чего обрадованный друг уходит. Чарли отправляется по своим делам.
Несколько позже Чарли видит на улице девушку лёгкого поведения, которая флиртует с ним. Он, повесив свою тросточку на месяц, начинает любезничать с ней. Появившийся из-за месяца купидон стреляет в Чарли из лука. Чарли влюбляется в распутницу, та отвечает ему взаимностью. Чарли садится рядом с ней на скамейку, они болтают. Купидон обматывает их обоих длинной лентой.
Церковь. Чарли в новом костюме и девушка в подвенечном платье венчаются. После венчания они платят преподобному за труды и выходят из церкви. Там их уже ждут двое людей — церковный привратник и друг Чарли. Радостный Чарли платит и привратнику, надевает на голову цилиндр. Друг, с виду улыбаясь, плюёт на ботинок и кидает его в Чарли, отчего тот на время теряет сознание.
Жена Чарли в длинном белом платье символически изображает Статую Свободы. Невесть откуда появившийся кайзер хочет разрубить её саблей, но ему мешает американский солдат, замахнувшийся на него штыком.
Около двух ларьков — «Облигации займа свободы» (которым руководит Дядя Сэм) и «Промышленность» (около которого стоит мужчина-промышленник) — появляется Чарли. Он покупает две облигации, благодаря чему американские пехотинец и моряк получают оружие для дальнейшей борьбы с захватчиками.
На чёрном фоне ораторствует разгневанный кайзер. Подкравшийся сзади Чарли четыре раза ударяет его по голове со шлемом огромным молотком с надписью «Облигации займа свободы». Затем он, встав одной ногой на бездыханное тело кайзера, мимически объясняет, что купивший облигацию спасает жизнь одного солдата, благодаря чему Антанта и её союзники придут к победе.

## В ролях
- Чарли Чаплин — Чарли
- Эдна Пёрвиэнс — жена Чарли / Статуя Свободы
- Том Уилсон — промышленник
- Сидни Чаплин — кайзер
- Альберт Остин — друг Чарли
- Дороти Рошер — купидон

## История создания
История создания фильма упоминается в книге Дэвида Робинсона «Чарли Чаплин. Жизнь и творчество»:

Движимый патриотическими чувствами, Чаплин в своё время согласился пожертвовать короткий фильм в поддержку «займа свободы», но теперь понял, что для этого ему придётся прервать съёмку «Маскировки», которая и так уже вышла из графика. 14 августа группа работала до часу ночи, спеша закончить сцену, где рядовой Чаплин встречается с Эдной, которая играет французскую крестьянку. На следующий день вся студия переключилась на то, что пока просто именовалось «пропагандистским фильмом». В конце концов его назвали «Облигация». Набралось в нём 685 футов (около 10 минут), и сняли его за шесть дней. Сидней играл кайзера — костюм и грим были те же, что в «Маскировке». Кроме Чарли в фильме снялись Эдна, Альберт Остин и девочка по имени Дороти Рошер. Картина состояла из четырёх эпизодов, а в начале шли такие титры: «Есть разные узы — узы дружбы, узы любви, узы брака, но самые важные — это узы свободы». Простые белые декорации на фоне гладкого чёрного занавеса придавали этой забавной короткометражке какой-то «протоэкспрессионистский» оттенок. Фильм подарили государству, а осенью 1918 года он был бесплатно разослан по всей стране.

Также была снята британская версия фильма, в которой вместо Дяди Сэма был Джон Булль, сыгранный Генри Бергманом.